# Idionyx travancorensis
Idionyx travancorensis là loài chuồn chuồn trong họ Synthemistidae. Loài này được Fraser mô tả khoa học đầu tiên năm 1931.